# コンバットロン
コンバットロン （Combaticons)は、トランスフォーマーシリーズに登場する架空の軍事部隊。デストロンに所属している。

## 概要
『戦え!超ロボット生命体トランスフォーマー』から登場したデストロンの軍事部隊。メンバー全員の名前が攻撃的な意味合いを持つ単語であるのが特徴。
軍用機から変形する。スタースクリームが追放された際、メガトロンに対抗するためにガダルカナル島で掘り出した第2次世界大戦で使用された旧日本軍やアメリカ軍の兵器にデストロン反逆者のパーソナルコンポーネント（人格を司るパーツ）を用いて製作した。元々が個々の犯罪者だったためか、手柄を自慢し合って喧嘩になったりするなど、チームワークはあまり良くないが、リーダー格であるオンスロートの信頼は厚いようである。5体が合体して合体兵士ブルーティカス/Bruticusになる。
テックスペックではブルーティカスに合体すると主体性に欠けている反面、メンバーの意思統一に成功しており、メガトロンは部下全員がブルーティカスのようであればと思っている。
アニメ版での初登場は第46話（英語版では第57話）「突撃エアーボット」で、コンバットロンの生い立ちは第53話（英語版では第63話）「スタースクリーム軍団」にて語られた。
『トランスフォーマー テレフォン』では、スクランブルシティ攻撃のために生み出された兵士だと名乗っている。

## メンバー
- それぞれのメンバーが強力な軍事兵器に変形するがオンスロート、ボルター、ブレストオフはスキャニングされたものとは異なるデザインの兵器に変形するようになった。

攻撃参謀オンスロート / Onslaught
- 声 - 島香裕 / HM - 小林通孝、戸谷公次（第25話） / ザ・リバース - 堀川仁 / 英 - S・マーク・ジョーダン→スティーブ・ブリン（ザ・リバース）

コンバットロン部隊のリーダー。
大型ガントラックに変形（『トランスフォーマー ファーストシリーズ・コンプリート』では「元はアメリカ軍の輸送トラック」と書かれている）。
ソニック・スタンガンと、背中に装備した光子ミサイルを発射する2門のキャノン砲を扱う。キャノン砲を取り外してセイバートロン星に敷かれたデストロン基地のコンピューターへ組み込み、誘導システムの操作を可能としてみせた。
セイバートロン星を制圧したこともあるが、コンボイとメガトロンの連携に敗れ、後にメガトロンの意向で忠実になるよう再プログラムされる。
ブルーティカスに合体する際は、胴体に変形する。
宇宙兵ブレストオフ / Blast Off
- 声 - 速水奨 / 2010 -  堀内賢雄（第4話）/ ザ・リバース - 柳沢栄治 / 英 - ミルト・ジャマン

茶色と紫のスペースシャトルに変形する（元はアメリカ軍の大型爆撃機B-17だった）。自分の武器であるアイオニックブラスター（玩具ではイオンブラスター）に拘りを持ち、空からの爆撃を何よりも好む。小惑星を牽引して宇宙空間を航行できるほどのパワーを持ち、同じスペースシャトルに変形するアストロトレイン同様、巨大化して仲間の輸送も可能。シャトル時はX線レーザーが武器。ブルーティカスに合体する際は、右腕に変形する。なお、「突撃エアーボット」では翼の部分がブルーティカスの胸となっている。玩具では、ブルーティカスの胸部は翼をモチーフとしているものの、ブレストオフの翼として合体する機能はない。
自分の姿がかなり気に入らないらしく「こんなブサイクな姿を人前にさらせるか!!」と発言したこともある。
オンスロート以外の4人は、ブルーティカスの手足として自由に合体できる（スクランブル合体システム）。
偵察兵ボルター / Vortex
- 声 - 城山知馨夫、塩屋翼（第46話（英語版では第57話））/ 2010 - 石井敏郎、阪脩（第13話（英語版では第12話）） / 英 - ジョニー・ハイマー

攻撃ヘリコプターに変形（元は戦闘機）。ヘリコプター形態で捕虜を空に連れて尋問するのが仕事で、必要な情報を聞きだした後必ず破壊する。ローターブレードを回転させて発生させる突風による攻撃を得意とする。武器は粘着銃。ブルーティカスに合体する際は、左腕に変形する。
狙撃兵ブロウル / Brawl
- 声 - 石井敏郎 / 英 - トニー・セント・ジェイムズ

戦車に変形。ビークルモードでは、大砲を望遠鏡としても使用可能。旋回砲塔に装備された主砲は200ポンドのTNT炸薬弾を発射し、2連ソニックキャノンは音波エネルギーを放つ。電子銃が武器。パーソナルコンポーネントを地球の大学生が作ったロボット「b.o.t（ボット）」に取り付けられたことがある。ブルーティカスに合体する際には、左脚に変形する。他のメンバーに比べて一部のスペックがやや低い。
玩具カタログなどには合体する際の向きがアニメ版とは逆になっているが、アニメ版に準拠した合体も可能。ただしつま先がずれるので基本的には足部分のすわりが悪くなる。
補給兵スィンドル / Swindle
- 声 - 阪脩、片岡弘貴（第46話（英語版では第57話））/ 2010 - 城山知馨夫、塩屋翼（第2話）、稲葉実（第3話）、喜多川拓郎（第17話（英語版では第16話））/ ザ・リバース - 伊藤栄次/  英 - ジョニー・ハイマー

ジープに変形。サイバトロンとデストロンの戦争を「ビジネス」としか考えておらず、武器商人や武器・トランスフォーマーのパーツの値段相場に明るい。右腕に取り付けた拡散ブラスターとジャイロガンが武器。アニメ版ではどういうわけか玩具と違いハウンドを彷彿とさせるようなデザインのジープに変形し（なお、初期稿では、玩具に準じたデザインのジープだった）、ロボットモードのデザインも腰にジープのフロントマスクを反映させたデザインに大きく変更されている。ブルーティカスに合体する際には、右脚に変形する。
『バイナルテック』ではジープ・ラングラーに変形。コズミックルストによる戦術兵器を開発し、BT計画発動の原因となった。このボディは、フォースバリア放射器や妨害電波送信パネルが備えられているが、これらの機構はスィンドルの制御系に合わないため、オフラインの状態で放置されている。
合体兵士ブルーティカス / Bruticus
- 声 - 島香裕 / HM - 小林通孝、田中亮一（第13話）/ TFテレフォン - 島香裕→稲葉実/ 英 - ロジャー・C・カーメル

コンバットロン部隊の5体が合体した姿。武装は背中にある2門のキャノン砲とソニック・スタンガン、左肩のプロペラ。AIレベルは並のトランスフォーマーを大きく下回るがトランスフォーマー1の怪力を持つ。
デバスターを倒しメガトロンを追い詰めるが、メナゾールに撃破される。その後、セイバートロン星を占拠したが、スタースクリームが反乱を起こした際に備えて付けておいた背部の機能停止装置により機能が停止し、その後メガトロンの手によって破壊されたかに思われたが、破壊されたのは偽者であり、本物のブルーティカスは再プロミングされメガトロンの命令に忠実に行動するようになる。

## その後
日本で製作されたOVA『スクランブルシティ発動編』では本編と同じく新戦力として登場、メナゾールと共にスペリオンを追い詰めた。
『2010』冒頭では『ムービー』に登場しなかったものの他のデストロン兵士と同様エネルギー不足に苦しみ、クインテッサによってエネルギーを与えられ持ち直す。部隊でセイバートロン星を襲撃したり、それぞれ警備や強奪に活躍。この他にOP（海外CMの流用）ではメトロフレックスと戦う姿が描かれている。
『ザ☆ヘッドマスターズ』ではダイノベース駐留部隊として登場している。
『ザ・リバース』ではセイバートロン星での戦いに登場した。ブレストオフはエアーボットを撃墜し、オンスロートは星そのものを動かす推進装置の設置に当たった。
『トランスフォーマーZ』ではブルーティカスがデストロン九大魔将軍の一人、火炎将軍として再登場した。しかし、これまでの作品に登場したブルーティカスと同一の存在であるかは不明である。台詞はない。

## 玩具
最初のコンバットロンはそれぞれ「D-64~68」のナンバーを与えられて発売。単品販売の他にセット販売としてブルーティカスが「D-69」として1986年6月に発売された。スクランブルシティ時期の主力商品として、プロテクトボット部隊のライバルに位置づけられた。海外の初期出荷版はボディパーツの一部や基地モード用カタパルトランプなどにダイキャストを使用。『2010』が放映されていた時期に生産拠点が日本からマカオに移り、合体パーツの成型色が変更された物が、日本では1987年末頃まで販売された。
D-64攻撃参謀オンスロート、D-65宇宙兵ブレストオフ、D-66偵察兵ボルター、D-67狙撃兵ブロウル、D-68補給兵スィンドル
オンスロートは玩具オリジナルの基地形態にも変形。基地モード用のカタパルト射出ギミックは日本版にしかなく、この時、ロボットモードの胸パーツをランチャー部分にセットすることが出来るようになっている。基地形態はダイナザウラーに接続可能。
『トランスフォーマー 合体大作戦』では仕様変更品としてバトルガイアーが「TF-10」のナンバーを与えられて発売。バトルガイアーに合体するグレートカノン、ターゲットホーク、リーランド、シャトルガンナー、サンドストームの5体はそれぞれ、ブルーティカスのオンスロート、ボルター、スィンドル、ブレストオフ、ブロウルの仕様変更品。個人の武装をつけて合体したファイヤーフォーメーションが最強形態。エネルギーの奪取だけでなく、世界に戦争を起こすことも目的とする。
『トランスフォーマー G-2』ではカラーリングに紫の迷彩塗装が追加されただけでなく、武器も新たに造形されたものに変更され、オンスロートにはG-2基準準拠の新武器パーツも追加されている。この際、オンスロートの二連キャノン砲基部には追加武器装備用のジョイント穴が追加されている。一部の国でサイズの大型化された非正規品も発売されている（パッケージフォーマットは同じであるが『TRANSFORMERS』のロゴが使用されておらずHASBROのライセンスも確認できない）。
『トランスフォーマー カーロボット』のコンバットロンはそれぞれ「D-006～010」のナンバーを与えられて発売。単品販売の他にセット販売としてバルディガスが「D-011」で発売された。コンバットロンのメンバーのそれぞれの武器にジョイントが設けられ一つの武器に合体できるようになっている。また合体時に余剰となっていた基地モードのカタパルトランプにもジョイントが設けられ、背部二連キャノン砲基部にはさらにジョイント穴が設けられ背中に装備することが可能となっている。この時点で合体用頭部・拳・下駄パーツ以外の余剰パーツが出ないように工夫されている（合体時胸プロテクターも「D-006」肩部分に装備可能）。海外仕様の『RUINATION』は『Robots in Disguise』タイトル（正確には『ARMADA』期発売製品）で都市迷彩仕様が、『UNIVERSE』タイトルで砂漠迷彩仕様がカラバリとして発売された。
いずれも基地モード用のカタパルトギミックは削除されている。
2009年『トランスフォーマー アンコール』にて、ブルーティカスが「16」のナンバーを与えられバルディガスの金型が一部改修されるなどして復刻された。本製品ではカタパルト射出ギミックが復活している。

### その他の玩具
トランスフォーマーガム
カバヤから発売。組み立て式の軟質プラ樹脂ミニプラモ。シリーズ第4弾にラインナップ。
トランスフォーマーガム（新型）
素材はABSに変更。オンスロートがシルバーボルト・モーターマスターと一緒にラインナップされる。別売の「ガイアスクランブル」（旧製品同様の軟質ブラ素材製）のコンバットロンや他のガイアスクランブル戦士、またはそれ以前に発売されていた「ガイアガーディアン」のプロテクトボットと合体してブルーティカスになることができる。

## その他の作品に登場するコンバットロン・ブルーティカス

### ビーストウォーズII 超生命体トランスフォーマー
メガストーム/ギガストーム

コンバットロン部隊
スタースクリーム、BB、スラストとダージを纏めた総称。ジェット機に変形する。『戦え!超ロボット生命体トランスフォーマー』に登場したコンバットロンとは部隊名称とスキャン元が軍用機以外共通項はない。中盤ではアンゴルモアエネルギーの影響で、それぞれヘルスクリーム、マックスビー、ダージガンとスラストールへと進化した。
オートローラー

### トランスフォーマー カーロボット
ブラックコンボーイ/Scourge

メタルマシン5兄弟/5 Decepticon Brothers
鋼鉄将軍ドルレイラー/Mega-Octane、陸上参謀グリジバー/Rollbar、装甲参謀ダンガー/Armorhide、衛星参謀シャトラー/Movor、航空参謀ヘプター/Ro-Torの5人で構成され、戦闘スペシャリストバルディガス/Ruinationに合体する。なお、玩具は『戦え!超ロボット生命体トランスフォーマー』に登場したコンバットロンの塗装変更品である。
海外版である『Robots in Disguise』には、彼らとは別に、ケルベロスに変形するデストロンガーであるブルーティカス/Bruticusが玩具のみのキャラクターとして登場する。

### トランスフォーマー スーパーリンク
ブルーティカス/Bruticus Maximus
デザインおよび玩具は新たに造形されたもの。オンスロート/Barricade、ボルター/Stormcloud、ブレストオフ/Blackout、スィンドル/Blight、ブロウル/Kickbackの五人で構成される。ボルターとブレストオフ、スィンドルとブロウルは同型であり、それぞれ戦闘用ヘリコプターと対空戦車に変形する。

### トランスフォーマー（2007年の映画）
パトカーに変形するバリケード/Barricade、シコルスキーMH-53に変形するブラックアウト/Blackoutが登場する（スーパーリンクに登場したオンスロート、ブレストオフの海外名）。
また、M1エイブラムスに変形するディプセプティコンが当初はブロウル/Brawlの名で発表されていたが、実写映画版第1作目の本編ではデバステーター/Devastatorに変更された。タカラトミーの担当者によれば「正式名称はブロウル。映画はDVDで修正するかもしれない」とホビー誌でコメントしていたが、結局、修正はなされていない。
また、玩具のみのキャラクターとしてスポーツカー（車種のモデルはシボレー・コルベット）に変形するスィンドル/Swindleがある。

### トランスフォーマー/リベンジ
実写映画版第2作目の本編では前作（実写映画版第1作目）に登場したブラックアウト/Blackoutと同型のグラインダー/Grindorが登場する。

### トランスフォーマー/ダークサイド・ムーン
実写映画版第3作目の本編での劇中には登場しない玩具オリジナルとして、戦闘用ヘリコプターへ変形するボルテックス/Vortexが販売された。既発売のトマホーク/Tomahawkのリデコで、日本限定商品。

### トランスフォーマー アニメイテッド
SUVに変形するスィンドル/Swindle、大型宇宙船に変形するブラックアウト/Blackoutが登場。
スィンドルは第2シーズンから登場。ディセプティコンではあるようだが、普段は武器商人をしており、G1（初代）同様かなりがめつい性格である。
メガトロンを商売相手としているが、トランスフォーマー以外の生命体とも取引を行っている。
武装はフォースバリアーや胸の砲塔など、バイナルテック版などに登場した同名のキャラクターを意識したものが多い。
ブラックアウトはチーム・ジャールの一員として第3シーズンの冒頭にのみ登場。
部隊随一の巨体を持ち、足で踏みつけることで強力な電磁波を発生させることで周囲の機械を停止させる能力を持つが、間違ってスペースブリッジまで停止させてしまいストライカに叱られるなど、少々愚鈍な性格（本人曰く「不器用」）。
デザインや能力、設定は実写映画版のキャラクターがモチーフになっている。また、大型ヘリに変形するデザイン画も存在しており、実際にその姿に変形する玩具が発売された。
日本語版では第18話から変更されたオープニング映像でも本編に先駆けて2体登場している。そのうちの1体はアニメ版には登場していないが、ブラックアウトと同型のグラインダー/Grindorが登場。

### Transformers:Fall of Cybertron（トランスフォーマー: ウォー フォー サイバトロン）
初代からメンバーの名前、ブルーティカスへの合体時の変形部位、メガトロンの指示下で動くようになることは変わっていないが、チームワークがやや良くなっている。スクランブル合体システムは発揮せず、オートボットの宇宙船「アーク」などを合体して襲撃した。